# Шупљи Камен
Шупљи Камен (мкд. Шупљи Камен) је насеље у Северној Македонији, у северном делу државе. Шупљи Камен припада општини Куманово.

## Географија
Шупљи Камен је смештен у северном делу Северне Македоније. Од најближег града, Куманова, село је удаљено 10 km источно.
Село Шупљи Камен се налази у историјској области Жеглигово, у равничарском крају, на приближно 300 метара надморске висине. Непосредно јужно од насеља протиче река Пчиња.
Месна клима је континентална са слабим утицајем Егејског мора (жарка лета).

## Историја
Крајем 19. и почетком 20. века ово село је управно спадало у Кумановској кази Скопског санџака, у оквиру Косовског вилајета. По статистици Васила Кнчова из 1900. године, село је имало 344 становника, православних Словена, наводно „Бугара“ односно верника Бугарске егзархије.
Дана 27. маја 1904. године, код овог села се одиграла борба између српских четника под командом војводе Анђелка Алексића и турске војске и албанских башибозука (Битка на Шупљем камену). Четници су се борили и изгинули до последњег наносећи Турцима тешке губитке.

### Погинули четници 1904.
- Војвода Анђелко Алексић из Мидинаца
- Крст Михаиловић из Брезна код Тетова
- Марко Вељковић из Буковљана код Куманова
- Ђорђе Цветковић из Лешка код Тетова
- Манојло Анастасијевић Јеловеца код Тетова
- Мицко Кузмановић из Мидинаца
- Милан Дрндаревић из Прилепа
- Милутин Стојковић из Јагодине
- Стеван Шутовић из Куча
- Коце Аризановић Пореча
- Јован Радосављевић из Ибарског Колашина
- Тома Васиљевић из Драгачева
- Спира Пеливан из Тетова
- Ђорђе Јелековић из Врања
- Спаса Јанковић из Врања
- Прока Стојановић из Пореча
- Стојан Новаковић из Пореча
- Билан Чоковић из Гостивара
- Груја Стевковић из Гостивара
- Михајло Коцић из Ваљева
- Ђоше Коцевић из Маргара код Прилепа

## Становништво
Шупљи Камен је према последњем попису из 2002. године имао 81 становника.
Савремени етнички састав:
| Националност | 1994. год.  | 2002. год. |
| Македонци    | 123 (99,2%) | 80 (98,8%) |
| Срби         | 1 (0,8%)    | 1 (1,2%)   |
| УКУПНО       | 124         | 81         |

Претежна вероисповест месног становништва је православље.